# Liste der Monuments historiques in Antony
Die Liste der Monuments historiques in Antony führt die Monuments historiques in der französischen Gemeinde Antony auf.

## Liste der Bauwerke
| Bezeichnung                  | Beschreibung | Standort                                                         | Kennzeichnung | Schutzstatus | Datum | Bild           |
| ---------------------------- | ------------ | ---------------------------------------------------------------- | ------------- | ------------ | ----- | -------------- |
| Kirche St-Saturnin           |              | 2, place de l’Eglise (Lage)                                      | PA00088057    | Inscrit      | 1928  | weitere Bilder |
| Folie du marquis de Castries |              | 4, rue Prosper-Legouté (Lage)                                    | PA00088058    | Inscrit      | 1974  | weitere Bilder |
| Maison Saint-Jean            |              | 5, rue Maurice Labrousse (ehemals 69, rue Auguste-Mounié) (Lage) | PA00088059    | Inscrit      | 1973  | weitere Bilder |
| Manufacture royale des cires |              | 14, avenue du Bois-de-Verrières (Lage)                           | PA00088060    | Inscrit      | 1929  | weitere Bilder |
| Propriété de François Molé   |              | 1, rue des Sources (Lage)                                        | PA00088061    | Inscrit      | 1974  |                |

## Liste der Objekte
- Monuments historiques (Objekte) in Antony in der Base Palissy des französischen Kultusministeriums